# Monegassische Davis-Cup-Mannschaft
Die monegassische Davis-Cup-Mannschaft ist die Tennisnationalmannschaft Monacos.

## Geschichte
Seit 1929 nimmt Monaco am Davis Cup teil, konnte sich bislang aber noch nie für die Weltgruppe qualifizieren. Erfolgreichster Spieler ist Bernard Balleret, der in 19 Jahren insgesamt 29 Mal gewinnen konnte. Mit 32 Teilnahmen ist Guillaume Couillard Rekordspieler seines Landes.